# Lars Munck

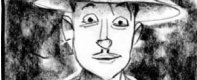
Ett självporträtt av Lars Munck, i "Flugten til Hollywood".

Lars Munck, född 21 juni 1976, är en dansk-svensk illustratör och storyboardtecknare. 
Munck är utbildad illustratör från Designskolen i Kolding och har illustrerat bilderböcker både i Danmark och i Sverige samt ritat storyboards till danska och amerikanska filmproduktioner.
Lars Munck och Lennart Hellsing skapade tonårs-bilderboken "Welams Vädermödor", som mottog varma recensioner i dagspressen. Det är en bok som handlar om den smällfete "Herr Welam" och hur han med sitt besudlande beteende förstör vår miljö.
I Danmark blev Munck år 2007 uppmärksammad för sin unika tidningsserie "Flugten til Hollywood". Han rapporterade sina upplevelser från Hollywoods märkliga filmbransch igenom tecknade "storyboards". Serien publicerades i 15 delar i dagbladet Politiken.
På grundlag av serien utvecklade det danska filmbolag Nimbus Film en dokumentärfilm om tecknarens sista månader i Hollywood.